# جین سیتی (آرکانزاس)
جین سیتی (به انگلیسی: Gin City) یک منطقهٔ مسکونی در ایالات متحده آمریکا است.